# Order Świętego Andrzeja (Federacja Rosyjska)
Order Świętego Andrzeja – od 1998 roku najwyższe odznaczenie państwowe Federacji Rosyjskiej. Nie posiada sukcesji od historycznego rosyjskiego orderu o tej samej nazwie, choć dekret ustanawiający mówi o wskrzeszaniu orderu.

## Historia
Dekretem nr 757 z dnia 1 lipca 1998 prezydent Borys Jelcyn ustanowił ponownie order pod nazwą Order św. Apostoła Andrzeja Pierwszego Powołania jako najwyższe odznaczenie państwowe, nawiązując do historycznego wzoru (w ten sposób istnieją obecnie trzy ordery św. Andrzeja: obecnie omawiany order państwowy, order domowy dynastii Romanowów, a także najwyższy order nadawany przez Cerkiew Prawosławną w Rosji). Zmiany w statucie orderu wprowadził Dekret prezydenta Władimira Putina z 19 listopada 2021 roku nr 665 „W sprawie niektórych działań mających na celu ulepszenie systemu nagród państwowych Federacji Rosyjskiej”.

## Status
Źródło:
1. Order Świętego Andrzeja nadawany jest wybitnym osobistościom państwowym i publicznym, dowódcom wojskowym, wybitnym przedstawicielom świata nauki, kultury, sztuki i różnych sektorów gospodarki za wyjątkowe zasługi przyczyniające się do wzrostu dobrobytu, wielkości i chwały Rosji, zapewniając jej bezpieczeństwo narodowe i suwerenność.
2. Order Świętego Andrzeja może być nadawany zwierzchnikom (przywódcom) obcych państw za wybitne zasługi dla Federacji Rosyjskiej.
3. Odznakę Orderu Świętego Andrzeja nosi się na łańcuchu lub na wstędze naramiennej. Przy noszeniu odznaki Orderu Świętego Andrzeja na wstążce przewieszonej przez ramię, przechodzi ona przez prawe ramię.
4. Noszenie odznaki Orderu Świętego Andrzeja na łańcuchu następuje z reguły przy szczególnie uroczystych okazjach lub jeżeli odznaczony posiada Order Świętego Jerzego I stopnia. Gwiazda Orderu Świętego Andrzeja noszona jest po lewej stronie klatki piersiowej i znajduje się poniżej orderów noszonych na zawieszkach. Jeżeli odznaczony posiada inne gwiazdy orderów Federacji Rosyjskiej lub orderów obcych krajów, gwiazda Orderu Świętego Andrzeja znajduje się nad pozostałymi gwiazdami.
5. Odznaczeni za zasługi w działaniach wojennych otrzymują odznakę i gwiazdę Orderu Świętego Andrzeja z mieczami.
6. Podczas wstążki Orderu Świętego Andrzeja w formie baretki, umieszcza się ją nad wszystkimi innymi baretkami odznaczeń Federacji Rosyjskiej i obcych państw.
7. Przy noszeniu wstążki Orderu Świętego Andrzeja w formie rozetki, umieszcza się ją po lewej stronie klatki piersiowej nad rozetkami innych odznaczeń.
8. Po nadaniu Orderu Świętego Andrzeja Administracja Prezydenta Federacji Rosyjskiej zapewnia wykonanie portretu odznaczonego orderem.
9. Portret odznaczonego Orderem Świętego Andrzeja jest wystawiony w Państwowym Centralnym Muzeum Historii Współczesnej Rosji.

## Opis
Źródło:

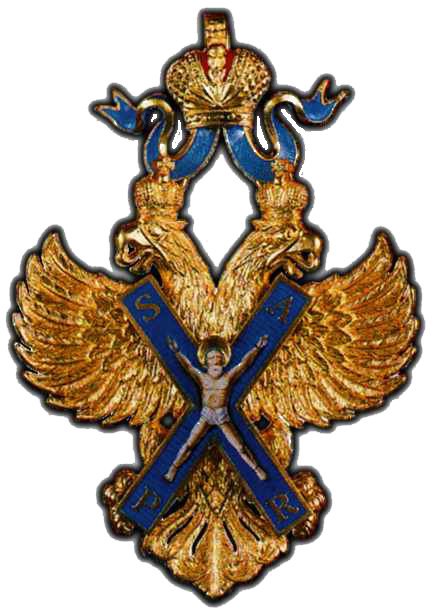
Odznaka orderu

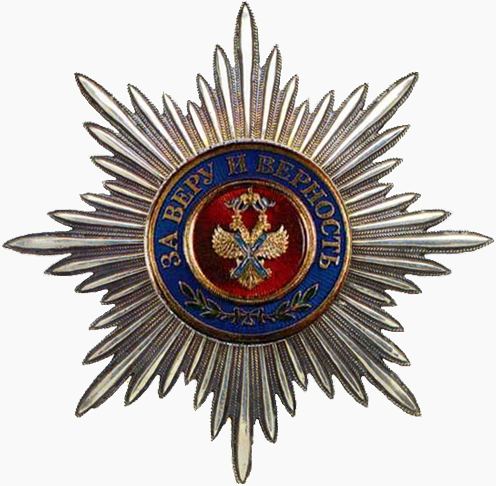
Gwiazda orderu

Insygnia współczesnego Orderu Świętego Andrzeja różnią się od carskich m.in. barwami, jak i kształtem orła, nawiązującym do wzoru obecnego herbu państwowego Rosji.
Order Świętego Andrzeja posiada odznakę i gwiazdę. Odznaką orderu jest krzyż Świętego Andrzeja wykonany ze srebra i pozłacany, pokryty niebieską emalią, z wizerunkiem postaci ukrzyżowanego Andrzeja Apostoła na awersie. Na końcach krzyża znajdują się złote łacińskie litery S, A, P, R (skrót od Sanctus Andreas Patronus Russiae – Święty Andrzej Patron Rosji). Krzyż nałożony jest na reliefową, złoconą figurę dwugłowego orła, ukoronowanego trzema koronami połączonymi niebieską emaliowaną wstążką i podtrzymującego szponami dolne końce krzyża. Na rewersie odznaki na piersi orła znajduje się wstęga pokryta białą emalią. Na wstędze prostymi literami pokrytymi czarną emalią wypisano motto orderu: За веру и верность („Za wiarę i wierność”), a pod wstęgą numer orderu. Odznakę mocuje się do wstęgi orderowej za pomocą oczka znajdującego się na rewersie środkowej korony. Wysokość odznaki wynosi 86 mm, szerokość 60 mm.
Wstęga orderu jest jedwabna, typu moiré, niebieska, o szerokości 100 mm.
Gwiazda orderu jest srebrna i ośmioramienna. Pośrodku gwiazdy, w okrągłym medalionie pokrytym czerwoną emalią, znajduje się złocony reliefowy wizerunek dwugłowego orła z trzema koronami; na piersi orła widnieje wizerunek krzyża Świętego Andrzeja pokryty niebieską emalią. Wokół medalionu biegnie obwódka pokryta niebieską emalią ze złoconym brzegiem. Na granicy prostymi, złoconymi literami wypisano motto orderu. U dołu obwódki umieszczono wizerunek dwóch skrzyżowanych gałązek laurowych, pokrytych zieloną emalią i przewiązanych złoconą wstążką. Odległość między końcami przeciwległych promieni gwiazdy wynosi 82 mm. Na rewersie gwiazdy, w jej dolnej części, znajduje się numer gwiazdy orderu. Gwiazdę przyczepia się do ubrania za pomocą szpilki.
Łańcuch orderowy składa się z 17 naprzemiennych ogniw trzech typów: złoconego wizerunku herbu Federacji Rosyjskiej w formie dwugłowego orła, trzymającego na piersi okrągłą tarczę z wizerunkiem Jerzego Zwycięzcy na koniu uderzającego smoka włócznią, zwieńczonego koroną i oprawionego w militarne okucia; kartusza pokrytego niebieską emalią, w centrum którego umieszczono złocony monogram Piotra I; oraz pozłacanej rozety przypominającej słońce z medalionem pokrytym czerwoną emalią pośrodku. Przez środek rozety przechodzi niebieski krzyż Świętego Andrzeja, pomiędzy którego końcami umieszczono litery S, A, P i R. Ogniwa łańcucha są połączone pierścieniami. Łańcuch wykonany jest ze srebra ze złoceniem przy użyciu emalii na gorąco.
W przypadku odznaczonych za udział w działaniach bojowych do odznaki i gwiazdy orderu dodawane są dwa skrzyżowane, złocone miecze. Na odznace orderu znajdują się one pod środkową koroną nad dwugłowym orłem. Długość każdego miecza wynosi 47 mm, szerokość 3 mm. Na gwieździe orderu znajdują się one na ukośnych promieniach gwiazdy, pod jej centralnym medalionem. Długość każdego miecza wynosi na niej 54 mm, a szerokość 3 mm.
Na mundurze wstęgę orderu nosi się w formie miniaturki o wysokości 12 mm i szerokości 45 mm. Dla odznaczonych za udział w działaniach wojennych na wstążce znajdują się dodatkowo dwa miniaturowe, przecinające się, złocone miecze.
Na wstążce orderu w formie rozetki umieszczono miniaturowy wizerunek insygniów orderu wykonany z metalu w kolorze złotym pokryty emalią. Średnica rozetki wynosi 16 mm. Dla odznaczonych za udział w działaniach wojennych, na wstędze w formie rozetki umieszcza się dodatkowo dwa miniaturowe, przecinające się złocone miecze, które wymiarami nie wychodzą poza rozetkę.

## Odznaczeni
Order Świętego Andrzeja nadawany jest rzadko – dotychczas otrzymało go tylko 26 osób.
- Aleksy II
- Fazu Alijewa
- Irina Archipowa
- Cyryl I
- Heydər Əliyev
- Rasuł Gamzatow
- Michaił Gorbaczow
- Daniił Granin
- Jurij Grigorowicz
- Gierbiert Jefriemow
- Michaił Kałasznikow
- Dmitrij Lichaczow
- Wiaczesław Lebiediew
- Walentina Matwijenko
- Siergiej Michałkow
- Narendra Modi
- Nursułtan Nazarbajew
- Aleksandra Pachmutowa
- Boris Pietrowski

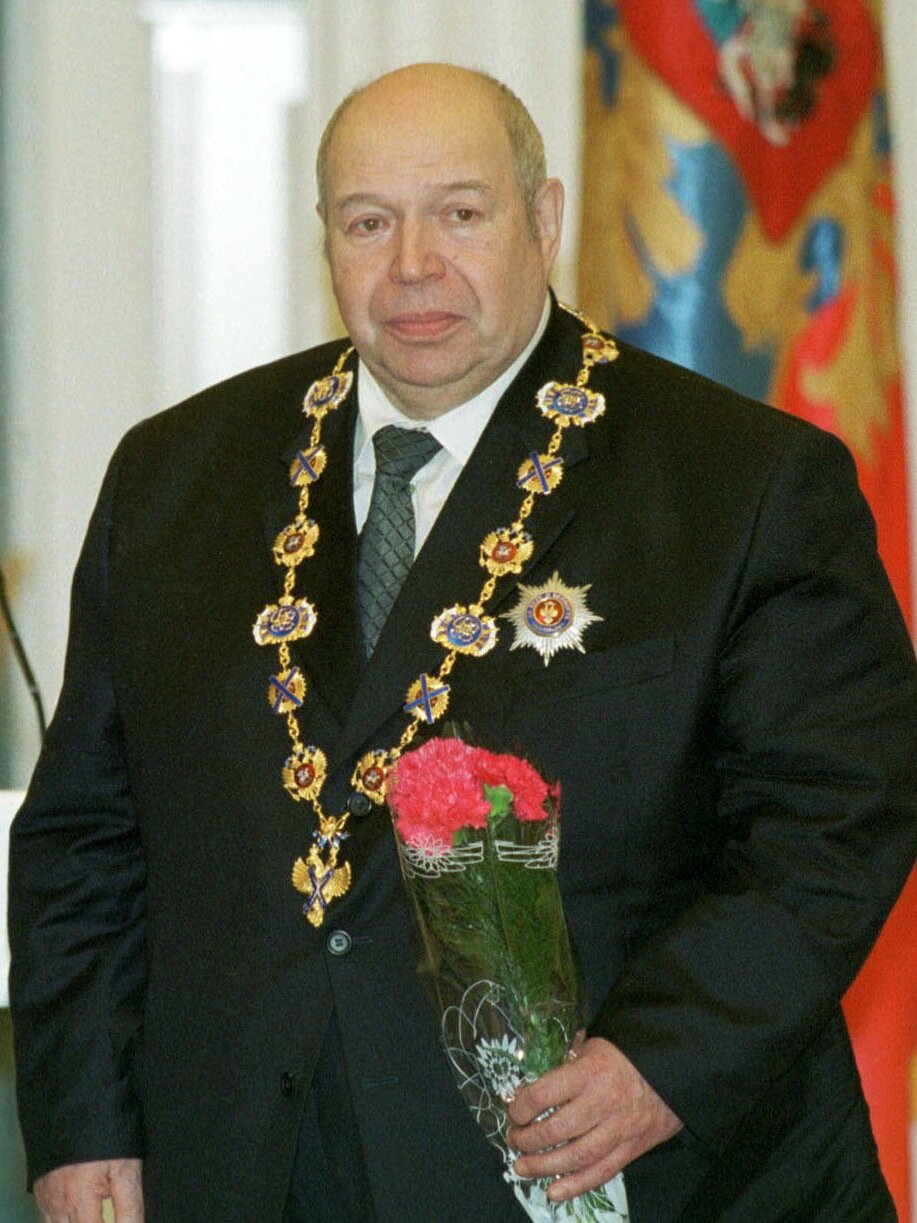
Walerij Szumakow z łańcuchem orderu na szyi w 2002

- Aleksandr Sołżenicyn (odmówił przyjęcia od prezydenta Jelcyna)
- Mintimer Szajmijew
- Siergiej Szojgu (jedyny odznaczony orderem z mieczami)
- Walerij Szumakow
- Xi Jinping
- Walerij Zorkin
- Ludmiła Zykina